# جون بيرنت
جون بيرنت (بالإنجليزية: John Berndt)‏ هو موسيقي تجريبي ‏ أمريكي، ولد في 1967.